# جون ك. شيلدز
جون ك. شيلدز (بالإنجليزية: John K. Shields)‏ هو محامي وقاضي وسياسي أمريكي، ولد في 15 أغسطس 1858 في الولايات المتحدة، وتوفي في 30 سبتمبر 1934 في نفس البلد. حزبياً، نشط في الحزب الديمقراطي. وقد انتخب عضو مجلس الشيوخ الأمريكي.